# 日經娛樂！
《日經娛樂！》（日语：／ Nikkei Entateinmento */?，日語簡稱）是日本娛樂資訊雜誌，由日本經濟新聞社旗下子公司日經BP發行，創刊於1997年，每月4日出刊。該雜誌自2008年起，每年固定一次發表調查日本藝人受認知及關注程度的「藝人權力榜」。

## 外部鏈結
- 官方网站（日語）
- 日經娛樂！的X（前Twitter） （日語）